# تغییر اقلیم ناگهانی

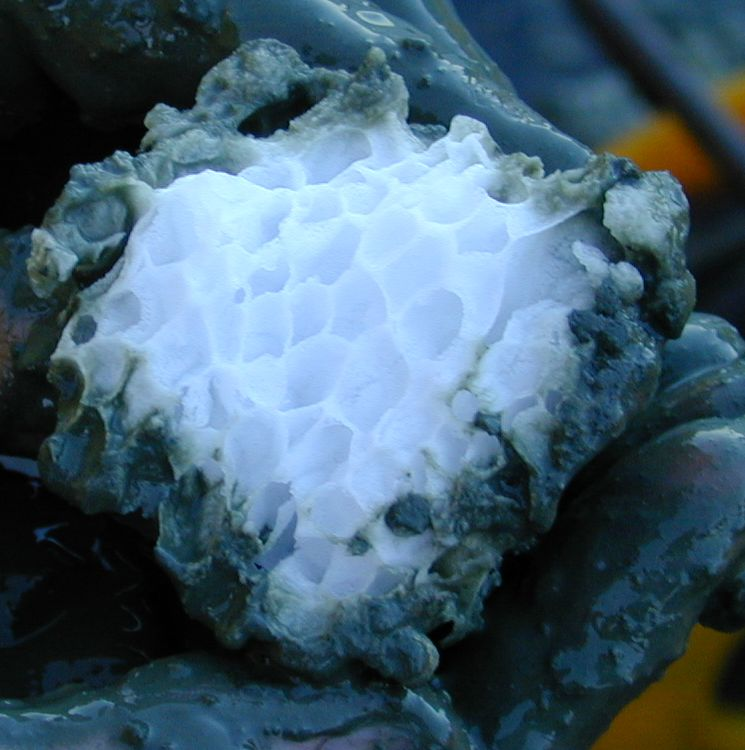
هیدرات‌های گازی، یک عامل احتمالی برای تغییرات ناگهانی است.

تغییر ناگهانی آب‌وهوا زمانی رخ می‌دهد که سامانهٔ اقلیمی مجبور به گذار با نرخی شود که توسط تعادل انرژی سامانهٔ اقلیمی تعیین می‌شود. نرخ گذار سریع‌تر از نرخ تغییر نیروی خارجی است، اگرچه ممکن است شامل رویدادهای ناگهانی مانند برخورد شهاب‌سنگ باشد. بنابراین، تغییرات ناگهانی اقلیمی، تنوعی فراتر از تغییرپذیری یک اقلیم است. رویدادهای گذشته شامل پایان فروپاشی جنگل‌های بارانی کربنیفر، دریاس جوان، رویدادهای دانسگارد-اوشگر، رویدادهای هاینریش و احتمالاً بیشینهٔ گرمایی پالئوسن-ائوسن است. این اصطلاح همچنین در چارچوب تغییرات اقلیمی برای توصیف تغییرات ناگهانی اقلیمی که در مقیاس زمانی طول عمر انسان قابل تشخیص است، به کار می‌رود. چنین تغییر ناگهانی اقلیمی می‌تواند نتیجهٔ حلقه‌های بازخورد در سامانهٔ اقلیمی یا نقاط عطف سامانهٔ اقلیمی باشد.
دانشمندان هنگام صحبت از رویدادهای ناگهانی ممکن است از مقیاس‌های زمانی متفاوتی استفاده کنند. برای مثال، مدت زمان شروع بیشینهٔ گرمایی پالئوسن-ائوسن ممکن است بین چند دهه تا چند هزار سال بوده باشد. در مقایسه، مدل‌های اقلیمی پیش‌بینی می‌کنند که تحت تأثیر انتشار مداوم گازهای گلخانه‌ای، دمای نزدیک به سطح زمین می‌تواند از محدودهٔ معمول تغییرپذیری در ۱۵۰ سال گذشته، تا اوایل سال ۲۰۴۷، فاصله بگیرد.

## تعاریف
تغییر ناگهانی اقلیم را می‌توان از نظر فیزیک یا از نظر تأثیرات تعریف کرد: «تغییر ناگهانی اقلیم در فیزیک، به معنی گذار سامانهٔ اقلیمی به یک حالت متفاوت در مقیاس زمانی است که سریع‌تر از نیروی مسئول است. همچنین از نظر تأثیرات، تغییر ناگهانی اقلیم را می‌توان تغییری تعریف کرد که آنقدر سریع و غیرمنتظره اتفاق می‌افتد که سامانه‌های انسانی یا طبیعی در سازگاری با آن مشکل دارند. این دو تعریف مکمل یکدیگرند: اولی بینشی در مورد چگونگی وقوع تغییرات ناگهانی اقلیم ارائه می‌دهد؛ دومی توضیح می‌دهد که چرا تحقیقات زیادی به آن اختصاص داده شده است».

### مقیاس‌های زمانی
مقیاس‌های زمانی رویدادهایی که به عنوان ناگهانی توصیف می‌شوند، ممکن است به طرز چشمگیری متفاوت باشند. تغییرات ثبت‌شده در آب‌وهوای گرینلند در پایان دورهٔ دریاس جوان، در یک بازهٔ زمانی چندساله، که با اندازه‌گیری هسته‌های یخی اندازه‌گیری شده‌اند، حاکی از گرمایش ناگهانی ۱۰ تغییر درجه سلسیوس(+۱۸ تغییر درجه فارنهایت) درجه هستند. از دیگر تغییرات ناگهانی می‌توان به +۴ اشاره کرد ۴ تغییر درجه سلسیوس(+۷٫۲ تغییر درجه فارنهایت) در گرینلند ۱۱۲۷۰ سال پیش یا ناگهانی +۶ تغییر درجه سلسیوس (۱۱ تغییر درجه فارنهایت) گرمایش ۲۲۰۰۰ سال پیش در قطب جنوب.
در مقابل، بیشینهٔ گرمایی پالئوسن-ائوسن ممکن است در هر زمانی بین چند دهه تا چند هزار سال آغاز شده باشد. در نهایت، مدل‌های سیستم زمین پیش‌بینی می‌کنند که تحت تأثیر انتشار مداوم گازهای گلخانه‌ای تا اوایل سال ۲۰۴۷، دمای نزدیک به سطح زمین می‌تواند از محدودهٔ تغییرات در ۱۵۰ سال گذشته خارج شود.